# Business Centrum Kerametal
Business centrum Kerametal je budova – business centrum v Bratislavě na Jašíkově ulici 2 – 6, v městské části Ružinov. Sídlí zde například bratislavská Regionální komora SOPK, TÜV SÜD Slovakia či Kerametal.
Projekt „provozní budovy Chemapolu“ vznikl v roce 1968, architektem byl Ing. arch. Ľudovít Jendreják, realizace probíhala v letech 1972 a 1973.